# Кокуй (Мішкинський район)
Коку́й (рос. Кокуй) — присілок у складі Мішкинського району Курганської області, Росія. Входить до складу Дубровинської сільської ради.
Населення — 60 осіб (2010, 102 у 2002).